# San Fernando Club Deportivo Isleño
El San Fernando Club Deportivo Isleño S. A. D. fue un club de fútbol español de la ciudad de San Fernando (Cádiz). Fue fundado en el año 2009 tras la desaparición de su antecesor el CD San Fernando, aunque el 7 de agosto de 2025 el club se liquidó y desapareció sin deuda tras la decisión tomada por sus dueños. Tras esto, Monchi, ex director deportivo del Sevilla FC, Sergio Ramos y René Ramos refundaron el club como CD San Fernando 1940 el 29 de julio de 2025. El club jugaba sus partidos en el Estadio Iberoamericano 2010, que cuenta con una capacidad para 6.471 espectadores.

## Historia
El San Fernando Club Deportivo Isleño fue fundado en el año 2009, tras la desaparición del Club Deportivo San Fernando el día anterior. Comenzó su andadura en Primera Andaluza a través de la compra de la plaza de un club de la ciudad, el Sporting San Fernando. En muy poco tiempo pasó de las categorías inferiores de la provincia a subir a la Tercera División después de disputar una eliminatoria entre los segundos clasificados de Primera Andaluza de los grupos sevillano y gaditano, venciendo al Club Deportivo Utrera  (4-2 perdió en la ida y venció 3-1 en la vuelta en San Fernando) gracias a un gran gol de Canito min.93" en el descuento en el partido de vuelta disputado en el Campo Municipal "Sacramento".
En su primera temporada en Tercera (2010/11) el San Fernando Club Deportivo Isleño vuelve al rebautizado Estadio Iberoamericano 2010 (Bahía Sur) y consigue la segunda posición del grupo 10 clasificándose para disputar los play-off de ascenso a Segunda B, aunque cayó en la última eliminatoria frente a La Roda C. F.
Al año siguiente y siendo Presidente "José Tréllez Sánchez" y como entrenador "Antonio Iriondo Ortega" obtuvo el ascenso a Segunda División B tras vencer a la U. D. Mutilvera, equipo navarro que lideró el grupo XV, al Levante U. D. "B", filial del club valenciano de la Primera División, que consiguió los mismos puntos que el campeón de su grupo, y por último al C. D. Laudio, campeón del País Vasco. En total, cuatro victorias y dos empates, siete goles a favor y uno en contra, además de cinco partidos seguidos con la portería imbatida. 
En la temporada 2012/13 el equipo isleño jugó en la Segunda División B —tercera categoría del fútbol español—, tan sólo tres años después de su fundación, y ocupó puestos de ascenso durante gran parte de la campaña llegando a liderar el grupo. Finalmente, acabó en séptima posición y se clasificó para disputar la Copa del Rey. En la temporada 2013/2014 después de toda la temporada sufriendo acabó descendiendo de nuevo a la Tercera División donde ha militado dos temporadas. En la 2014/2015 logró clasificarse nuevamente para play-off de ascenso, quedando eliminado por la Pobla de Mafumet en la segunda eliminatoria. 
En la temporada 2015/2016, siendo Presidente "Daniel Luna Macías" y como entrenador "Ñoño Mendez", se clasificó como tercero de su grupo para disputar los play-off de ascenso, regresando a Segunda División B, después de pasar las tres eliminatorias (ante C. E. Europa, C. D. Calahorra y Águilas F. C.) sin perder un solo partido. Finalizó con once goles a favor y siete en contra y logró ascender en el histórico y vetusto campo aguileño de El Rubial de 1913 (campo más antiguo en activo de España) ante cerca de un millar de isleños desplazados.
En la temporada 2016/2017, siendo presidente "Alejandro Zapata" y como entrenador "Ñoño Méndez" en el banquillo, el club llega a la última jornada jugándose la salvación. El partido decisivo se jugaría como local frente al Linares. El equipo golea por 4-1. 
En la temporada 2017/18, tras la huida casi al completo de la directiva presidida por "Alejandro Zapata", una Gestora compuesta por un grupo de socios y aficionados deciden coger las riendas del club y a pesar de la desesperante situación en la que se encontraba (con deudas, sin dinero y que obligó, por ejemplo, a que en su primer partido tuvieran que utilizar sus propios vehículos junto con el de otros aficionados para llevar a su equipo hasta el Aeropuerto de Jerez para su desplazamiento a Las Palmas, donde se venció 0-1 siendo un punto de inflexión), consiguieron enderezar la nave y que la plantilla estuviera al día, logrando finalmente un meritorio 9.º puesto en dicha Segunda División B (Grupo IV) de la mano de José Pérez Herrera. 
En la 2018/19 siguió la directiva formada por aficionados comprometidos, mantuvo a los jugadores al día de sus sueldos y al club al día en sus obligaciones fiscales, con uno de los presupuestos más bajos de la categoría y con el equipo rondando los puestos de playoff de ascenso a Segunda División B, nuevamente como entrenador "José Pérez Herrera". Finalmente el equipo acaba 8° con récord de puntos del club en la categoría.
En la 2019/2020 continúa la misma directiva con la ayuda de un grupo inversor y se confecciona una plantilla de mayor presupuesto para intentar luchar por alcanzar los playoffs de ascenso a Segunda A con "Tito García Sanjuán" como entrenador. Algo que el equipo está a punto de conseguir pero que se vio truncado por la pandemia de COVID-19 que obligó a RFEF a paralizar y dar por acabadas todas las competiciones no profesionales, justo cuando el equipo se encontraba en su mejor momento como entrenador "Alberto González" que sustituyó a "Tito Garcia Sanjuan" a mitad de temporada, quedando finalmente clasificado 6° a 2 puntos de puestos playoff con 10 partidos y 30 puntos aún por disputarse. El equipo consigue su pase para Copa del Rey. Institucionalmente, la asamblea de socios aprueba la realización de una auditoría externa y aprueba por mayoría absoluta iniciar los trámites para la conversión del club en sociedad anónima deportiva (S.A.D). Tras ello, comienza un periodo legal de compra de acciones.
En la 2020/2021 el club continúa bajo las riendas del grupo de aficionados y el grupo inversor continúa su crecimiento tanto en organigrama y profesionalización, como en instalaciones (nuevas oficinas, nueva sala de prensa, etc.). En enero de 2021 finaliza su proceso de conversión a SAD una vez aprobado por el Consejo Superior de Deportes y es nombrado el nuevo Consejo de Administración donde el Presidente del grupo de aficionados, "Noly Gómez" es ratificado como presidente, y "Louis Kinziger" cabeza visible del grupo inversor (MTM), es nombrado "Director General". A nivel deportivo, se apuesta por dar un paso más con una plantilla con la base de la campaña anterior pero reforzada, y que tiene como primer objetivo el ascenso a 1.ª RFEF: nueva categoría profesional que elimina la Segunda B como Categoría del Fútbol Español en la temporada 21/22, pero mucho más atractiva a todos los niveles y con solo 40 equipos. 
Para ello, se confía en entrenador de origen Serbio "Jovan Stankovic"  en un sistema de competición diferente en Segunda B: con 102 equipos y repartidos en 5 grupos y 2 subgrupos cada uno, todo ello obligado por la pandemia. El 21 de marzo de 2021 el San Fernando Club Deportivo Isleño S.A.D logra el ascenso ante el C.D. Marino en Tenerife, tras derrotar a este 0-1 y quedar clasificado 2° con 31 puntos en el Grupo IV-Subgrupo A, lo que le permitirá jugar la próxima temporada en 1.ª RFEF y disputar en la segunda fase el ascenso a Segunda LFP (Liga SmartBank), lo que supone todo un hito para el club. En dicha segunda fase, el equipo no consigue clasificarse pese a 2 meritorias victorias ante Betis Deportivo y UCAM C.F, pero su derrota en la última jornada ante el Betis Deportivo en la ciudad deportiva Luis del Sol lo apea finalmente de poder disputar sus primeros playoff por el ascenso a Segunda LFP (Liga SmartBank).
En la pretemporada de la 21/22 el club anunció la formación de su primera Junta Directiva como S.A.D en la que el nuevo presidente pasa a ser "Louis Kinziger". Así mismo, a primeros de julio de 2022 se anuncia la contratación de "Filippo Fusco" como nuevo Director del Área de Fútbol y la destitución como entrenador de "Jovan Stankovic" del primer equipo.

### Equipo femenino
Durante la temporada 2022-23 el filial femenino quedó campeón de su grupo. En junio de 2023, disputaron la fase de play-offs de ascenso en El Arahal, venciendo al Real Jaén y a la UDC Pavía y accediendo a disputar la final frente al Málaga CF femenino. A pesar de la derrota frente al equipo malagueño y tras la renuncia de este club, anunciada dos meses más tarde, el San Fernando CD consiguió el ascenso y disputará la temporada 2023-24 en el grupo V de la Tercera Federación Femenina.

## Uniformes
- Uniforme local: Camiseta azul, pantalón blanco y medias azules.
- Uniforme visitante: Camiseta negra con una frangs dorada en las mangas, pantalón negro y medias negras.

### Evolución
| 2014-15 | 2022-23 | 2023-24 | 2024-25 |

## Trayectoria
| Temporada | División         | Posición | Copa del Rey   |
| --------- | ---------------- | -------- | -------------- |
| 2009/10   | Primera Andaluza | 2.º      | No clasificado |
| 2010/11   | Tercera División | 2.º      | No clasificado |
| 2011/12   | Tercera División | 2.º      | No clasificado |
| 2012/13   | Segunda B        | 7.º      | No clasificado |
| 2013/14   | Segunda B        | 18.º     | Segunda ronda  |
| 2014/15   | Tercera División | 2.º      | No clasificado |
| 2015/16   | Tercera División | 3.º      | No clasificado |
| 2016/17   | Segunda B        | 15.º     | No clasificado |
| 2017/18   | Segunda B        | 9.º      | No clasificado |
| 2018/19   | Segunda B        | 8.º      | No clasificado |
| 2019/20   | Segunda B        | 6.º      | No clasificado |
| 2020/21   | Segunda B        | 2.º      | Primera ronda  |
| 2021-22   | 1.ª RFEF         | 13.º     | No clasificado |
| 2022-23   | 1.ª RFEF         | 15.º     | No clasificado |
| 2023-24   | 1.ª RFEF         | 16.º     | No clasificado |

## Datos del club
Datos deportivos del San Fernando Club Deportivo Isleño
- Temporadas en 1.ª: 0
- Temporadas en 2.ª: 0
- Temporadas en 1.ª RFEF: 2
- Temporadas en 2.ª B: 7
- Temporadas en 3.ª: 4
- Temporadas en Primera Andaluza: 1
- Mejor puesto en liga: 2.º Primera Andaluza y Ascenso a 3.ª División
- Peor puesto en liga: 18.º Segunda División B
- Mayor goleada a Favor: SFCD a la U.D.ROTEÑA 7-0 (24/4/2016)
- Mayor goleada en contra: al SFCD del XEREZ C.D.-B
- Jugador con más partidos disputados: Carlitos (153 partidos)
- Máximos goleadores: Pedro Carrión (73 goles)
- Filial: San Fernando Club Deportivo "B"
- Socios: 3140
- Peñas: 5

## Estadio
El San Fernando Club Deportivo Isleño S.A.D juega sus partidos como local en el Estadio Iberoamericano Bahía Sur, situado en la ciudad deportiva Bahía Sur, propiedad del Centro Comercial Bahía Sur (Grupo Inversor Castellana Properties), y que tiene capacidad para 6471 espectadores. Debido a las reformas en el mismo (antes llamado Bahía Sur) para la celebración de los XIV Campeonatos Iberoamericanos de Atletismo de 2010 Juegos Iberoamericanos de Atletismo, que se celebraron en 2010 en San Fernando, el equipo se trasladó en 2009 al campo municipal de deportes Sacramento. Al año siguiente, ya en Tercera División de España, el San Fernando Club Deportivo Isleño S.A.D volvió al remodelado Estadio Iberoamericano 2010.

## Jugadores y cuerpo técnico

### Plantilla 2024-25

#### Bajas 24-25
| Altas           | Altas   | Altas             | Altas                    | Altas    | Altas | Altas |
| Jugador         | Edad    | Posición          | Origen                   | Contrato | Tipo  | Coste |
| --------------- | ------- | ----------------- | ------------------------ | -------- | ----- | ----- |
| De la Calzada   | 30 años | Portero           | La Unión                 | 2025     | Libre | 0€    |
| Álex Cortijo    | 28 años | Central           | Atlético Sanluqueño      | 2025     | Libre | 0€    |
| Kike Ríos       | 25 años | Central           | UE Cornellá              | 2025     | Libre | 0€    |
| Álex Macías     | 23 años | Lateral Izquierdo | UD Melilla               | 2025     | Libre | 0€    |
| Kike Carrasco   | 29 años | Extremo derecho   | CD Alcoyano              | 2025     | Libre | 0€    |
| Airam Cabrera   | 37 años | Delantero         | Atlético Sanluqueño      | 2025     | Libre | 0€    |
| Christian López | 23 años | Portero           | Puente Genil Fútbol Club | 2025     | Libre | 0€    |
| Germán Sánchez  | 38 años | Central           | Racing de Santander      | 2025     | Libre | 0€    |
| David Guerrero  | 23 años | Central           | Fútbol Club Cartagena B  | 2025     | Libre | 0€    |
| Manny Rodríguez | 27 años | Lateral Izquierdo | SD Logroñés              | 2025     | Libre | 0€    |

| Bajas                       | Bajas   | Bajas            | Bajas            | Bajas    | Bajas         | Bajas |
| Jugador                     | Edad    | Posición         | Destino          | Contrato | Tipo          | Coste |
| --------------------------- | ------- | ---------------- | ---------------- | -------- | ------------- | ----- |
| Diego Fuoli                 | 27 años | Portero          | SD Tarazona      | 2024     | Libre         | 0€    |
| Xavi Estacio                | 24 años | Lateral derecho  | CD Eldense       | 2024     | Vuelta cesión | 0€    |
| Gerard Oliva                | 35 años | Delantero centro | UE Sant Andreu   | 2024     | Libre         | 0€    |
| Francesc Fullana            | 35 años | Mediapunta       | Sin Equipo       | 2024     | Libre         | 0€    |
| Pau Martínez                | 24 años | Extremo          | Unionistas CF    | 2024     | Libre         | 0€    |
| Carlos León                 | 20 años | Extremo          | Betis Deportivo  | 2024     | Vuelta Cesión | 0€    |
| Unai Naveira                | 24 años | Centrocampista   | Barakaldo CF     | 2024     | Libre         | 0€    |
| Daniel Selma                | 24 años | Extremo          | CD Alcoyano      | 2024     | Vuelta Cesión | 0€    |
| Ángel Sánchez               | 28 años | Extremo          | Sin Equipo       | 2024     | Libre         | 0€    |
| Lillo Castellano (invierno) | 36 años | Lateral derecho  | Sin Equipo       | 2024     | Libre         | 0€    |
| Ángel López (invierno)      | 22 años | Lateral derecho  | Algeciras CF     | 2024     | Vuelta Cesión | 0€    |
| Álex Masogo                 | 24 años | Centrocampista   | Sin Equipo       | 2024     | Libre         | 0€    |
| Cristian Herrera            | 31 años | Delantero        | CD Alcoyano      | 2024     | Libre         | 0€    |
| Dani Molina                 | 29 años | Centrocampista   | CD Alcoyano      | 2024     | Libre         | 0€    |
| Víctor Ruíz                 | 30 años | Defensa          | Cultural Leonesa | 2024     | Libre         | 0€    |
| David Ramos                 | 27 años | Centrocampista   | AD Ceuta         | 2024     | Libre         | 0€    |
| Dani Aquino                 | 35 años | Delantero        | AD Ceuta         | 2024     | Libre         | 0€    |
| Egoitz Arana                | 23 años | Portero          | Real Sociedad B  | 2024     | Libre         | 0€    |
| José Carlos                 | 29 años | Defensa          | Sin Equipo       | 2024     | Libre         | 0€    |
| Carlos Blanco               | 29 años | Defensa          | Sin Equipo       | 2024     | Libre         | 0€    |
| Manu Farrando               | 30 años | Defensa          | Sin Equipo       | 2024     | Libre         | 0€    |
| Luis Ruiz                   | 33 años | Defensa          | Sin Equipo       | 2024     | Libre         | 0€    |
| Nahuel Arroyo               | 30 años | Defensa          | Sin Equipo       | 2024     | Libre         | 0€    |
| Alfonso Martín              | 31 años | Defensa          | Sin Equipo       | 2024     | Libre         | 0€    |

## Récords de jugadores

### Partidos jugados
| Jugador       | Años        | Partidos |
| ------------- | ----------- | -------- |
| Carlitos      | 2010 - 2016 | 185      |
| Ñoño          | 2011 - 2016 | 160      |
| David Zamora  | 2010 - 2016 | 152      |
| Iván Guerrero | 2010 - 2014 | 131      |

### Goles marcados
| Jugador       | Años        | Goles |
| ------------- | ----------- | ----- |
| Pedro Carrión | 2011 - 2014 | 73    |
| Ñoño          | 2011 - 2016 | 65    |
| Puli          | 2009 - 2012 | 34    |
| Carlitos      | 2010 - 2016 | 25    |

## Entrenadores

### Cronología de los entrenadores
| Años        | Entrenador                                        |
| ----------- | ------------------------------------------------- |
| 2002        | Mario Alberto Kempes                              |
| 2009        | Antonio Iriondo                                   |
| 2009 - 2010 | Juan Antonio Sánchez                              |
| 2010 - 2011 | Antonio Iriondo                                   |
| 2011        | Juan Carlos Menudo Márquez                        |
| 2011 - 2012 | Antonio Iriondo                                   |
| 2012 - 2013 | José Masegosa                                     |
| 2013        | Juan Manuel Gómez                                 |
| 2013 - 2016 | José Masegosa                                     |
| 2016 - 2017 | Antonio Méndez                                    |
| 2017 - 2019 | José Manuel Pérez                                 |
| 2020        | Tito García Sanjuán \| Alberto González Fernández |
| 2020 - 2021 | Jovan Stanković                                   |
| 2021 - 2022 | Nacho Castro                                      |
| 2022        | Salva Ballesta                                    |
| 2022        | Pedro Ríos                                        |
| 2023        | Pablo Alfaro                                      |
| 2023        | Héctor Berenguel                                  |
| 2023-2024   | Alfredo Santaelena                                |
| 2024        | Nano Rivas                                        |
| 2024        | Antonio Iriondo                                   |
| 2024-       | Dani Mori                                         |

## Afición
El club cuenta actualmente con más de 3000 socios, siendo la temporada 2022/2023 un auténtico "boom" en lo que ha crecimiento de masa social se refiere, ya que a la cantidad de abonados hay que sumarle también grandes entradas de casi 5000 personas durante la temporada. Son numerosas las peñas que dan colorido a las gradas y animan a su equipo. De las peñas que más se dejan ver se encuentran principalmente la "Asociación de Peñas del San Fernando C.D. TEMPLO AZULINO" fundada en la temporada 2011-12 y la cual engloba a todas las Peñas existentes del Club azulino, entre ellas están "Pasión Azulina", "Ciberpeña Bahía Blue" y "Bolillas Azulinas". Actualmente, hay otras peñas como "P'alante" y "Peña cofrade azulina Carmen 1698". Aparte de estas peñas está Orgullo Isleño, grupo ultra más antiguo y fiel, fundado en enero de 1994.

## Palmarés
- Subcampeón de Primera Andaluza: (2009/10)
- Subcampeón de Tercera División: (2010/11, 2011/12 y 2014/15)

### Trofeos amistosos
- Trofeo de la Sal: (1) 2013
- Trofeo de la Vendimia: (2) 2016, 2019